# Atsutaka Nakamura
Atsutaka Nakamura (japanisch 中村 充孝 Nakamura Atsutaka; * 13. September 1990 in der Präfektur Osaka) ist ein japanischer Fußballspieler.

## Karriere
Nakamura erlernte das Fußballspielen in der Schulmannschaft der Funabashi High School. Seinen ersten Vertrag unterschrieb er 2009 bei Kyoto Sanga FC. Der Verein spielte in der höchsten Liga des Landes, der J1 League. Am Ende der Saison 2010 stieg der Verein in die zweite Liga ab. Für den Verein absolvierte er 87 Ligaspiele. 2013 wechselte er zum Erstligisten Kashima Antlers. Mit dem Verein wurde er 2016 japanischer Meister. 2018 gewann er mit dem Verein den AFC Champions League. Für den Verein absolvierte er 100 Erstligaspiele. 2020 wechselte er zum Zweitligisten Montedio Yamagata. Für den Verein, der in der Präfektur Yamagata beheimatet ist, absolvierte er 25 Ligaspiele. Nach zwei Jahren zog es ihn im Januar 2022 zum Zweitligaaufsteiger Iwate Grulla Morioka nach Morioka. Am Ende der Saison 2022 belegte er mit Iwate Grulla Morioka den letzten Tabellenplatz und musste in die dritte Liga absteigen.

## Erfolge
Kyoto Sanga FC
- Japanischer Pokalfinalist: 2011

Kashima Antlers
- AFC-Champions-League-Sieger: 2018
- Japanischer Meister: 2016
- Japanischer Vizemeister: 2017
- Japanischer Ligapokalsieger: 2015
- Japanischer Pokalsieger: 2016